# Рыхталь (гмина)
Рыхталь (пол. Rychtal) — сельская гмина (волость) в Польше, входит как административная единица в Кемпненский повет, Великопольское воеводство. Население — 4080 человек (на 2004 год).

## Сельские округа
1. Дарновец
2. Рынец
3. Кшижовники
4. Дрожки-погонь
5. Рыхталь
6. Садогура
7. Скорошув
8. Стогневице
9. Вельки-Бучек
10. Згожелец

## Соседние гмины
1. Гмина Баранув
2. Гмина Бралин
3. Гмина Домашовице
4. Гмина Намыслув
5. Гмина Пежув
6. Гмина Тшциница
7. Гмина Волчин